# 히포그리프

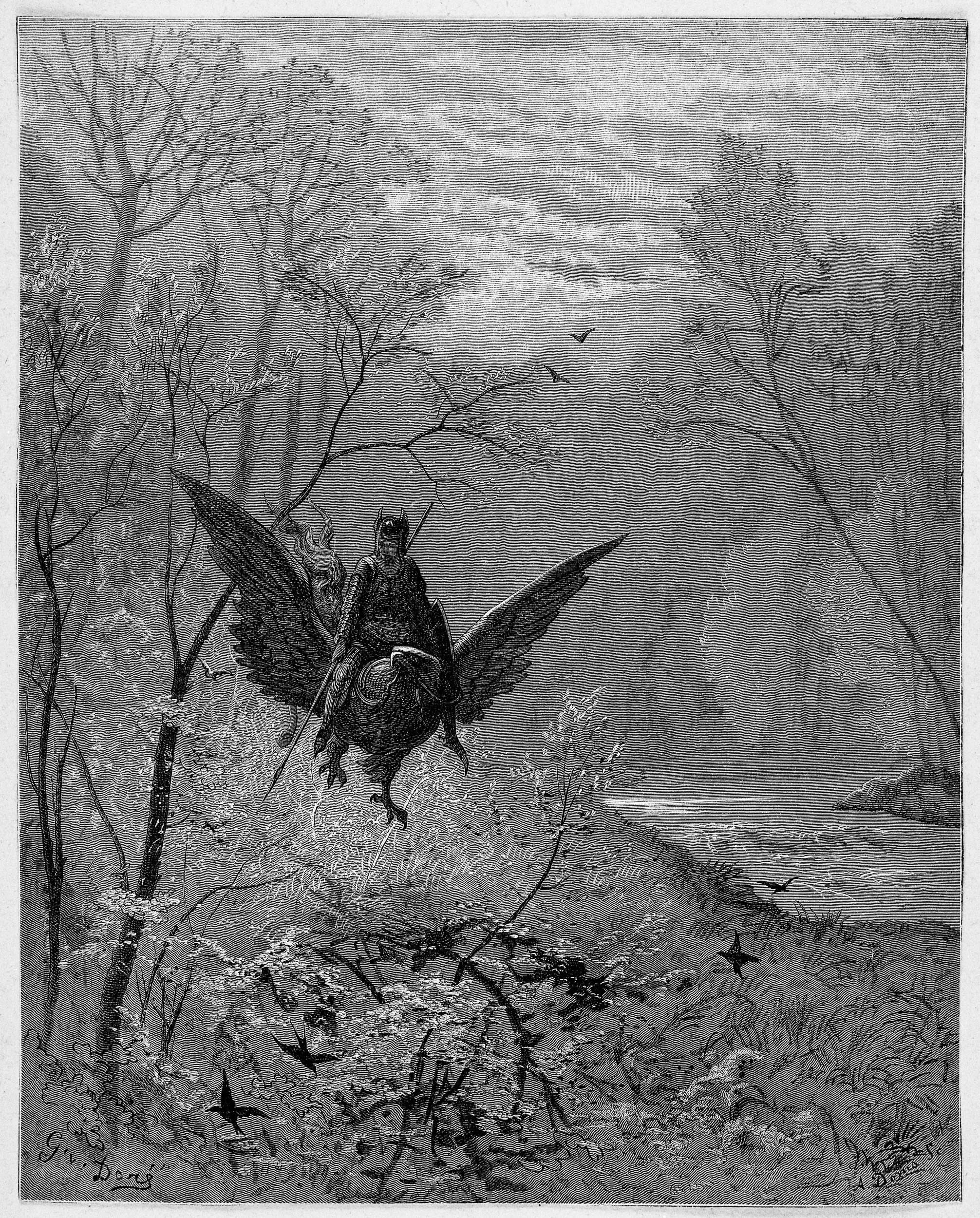
히포그리프, 귀스타브 도레의 《광란의 오를란도》 삽화

히포그리프(hippogriff 또는 hippogryph)는 수컷 그리핀과 암말 사이에서 희박하게 태어난다고 전해지는 상상의 동물이다. 히포그리포(hipogrifo)라고도 한다. 접두사인 히포(hippo)는 말을 뜻하는 용어이다.
전체적으로 봤을 때 상체 부분이 독수리의 모습이며, 하체 부분이 말의 모습을 하고 있다고 한다. 유전적으로 그리핀의 습성을 계승하는 부분이 있는데, 등에 달린 날개로 하늘 높이 날아다니거나 말이나 인간을 고기로 먹기도 한다고 여겨진다. 또, 그리핀보다 성격이 온순하기 때문에 승마용으로 이용하는 것도 가능하다.
그리핀이 말을 잡아먹는 것으로 봤을 때, 있을 수 없는 일(천적과 피식자의 혼혈)의 대명사였던 것이 그대로 상상의 동물의 이름이 되어버렸다고 하는 설이 있다.
16세기의 서사시인 아리오스토의 《광란의 오를란도》에 처음으로 등장하였으며, 이후 《워크래프트 시리즈》, 《해리 포터와 아즈카반의 죄수》 등 많은 환상 매체에서 모습을 보이고 있다.

## 같이 보기
- 그리핀